# Merindades
Merindades è una comarca della Spagna della provincia di Burgos nella comunità autonoma di Castiglia e León.
È nel nord della provincia, delimitata a Ovest e a Nord-Est dalla Comunità autonoma di Cantabria, al Nord-Est dalla provincia di Vizcaya, a Est dalla provincia di Álava e a Sud dalle comarche di Ebro, La Bureba, e Páramos.
Il capoluogo della comarca è Villarcayo de Merindad de Castilla la Vieja.
La comarca si compone di più di 360 nuclei raggruppati in 27 comuni e ha una superficie totale di 2821 km². 
All'inizio del 2007 aveva un totale di 25 304 abitanti pari a una densità di 8,97 abitanti/km².

## Comuni
Si compone di 27 comuni:
- Alfoz de Bricia
- Alfoz de Santa Gadea
- Arija
- Los Altos
- Berberana
- Cillaperlata
- Espinosa de los Monteros
- Frías
- Junta de Traslaloma
- Junta de Villalba de Losa
- Jurisdicción de San Zadornil
- Medina de Pomar
- Merindad de Cuesta-Urria
- Merindad de Montija
- Merindad de Sotoscueva
- Merindad de Valdeporres
- Merindad de Valdivielso
- Oña
- Partido de la Sierra en Tobalina
- Trespaderne
- Valle de Losa
- Valle de Manzanedo
- Valle de Mena
- Valle de Tobalina
- Valle de Valdebezana
- Valle de Zamanzas
- Villarcayo de Merindad de Castilla la Vieja

## Galleria d'immagini

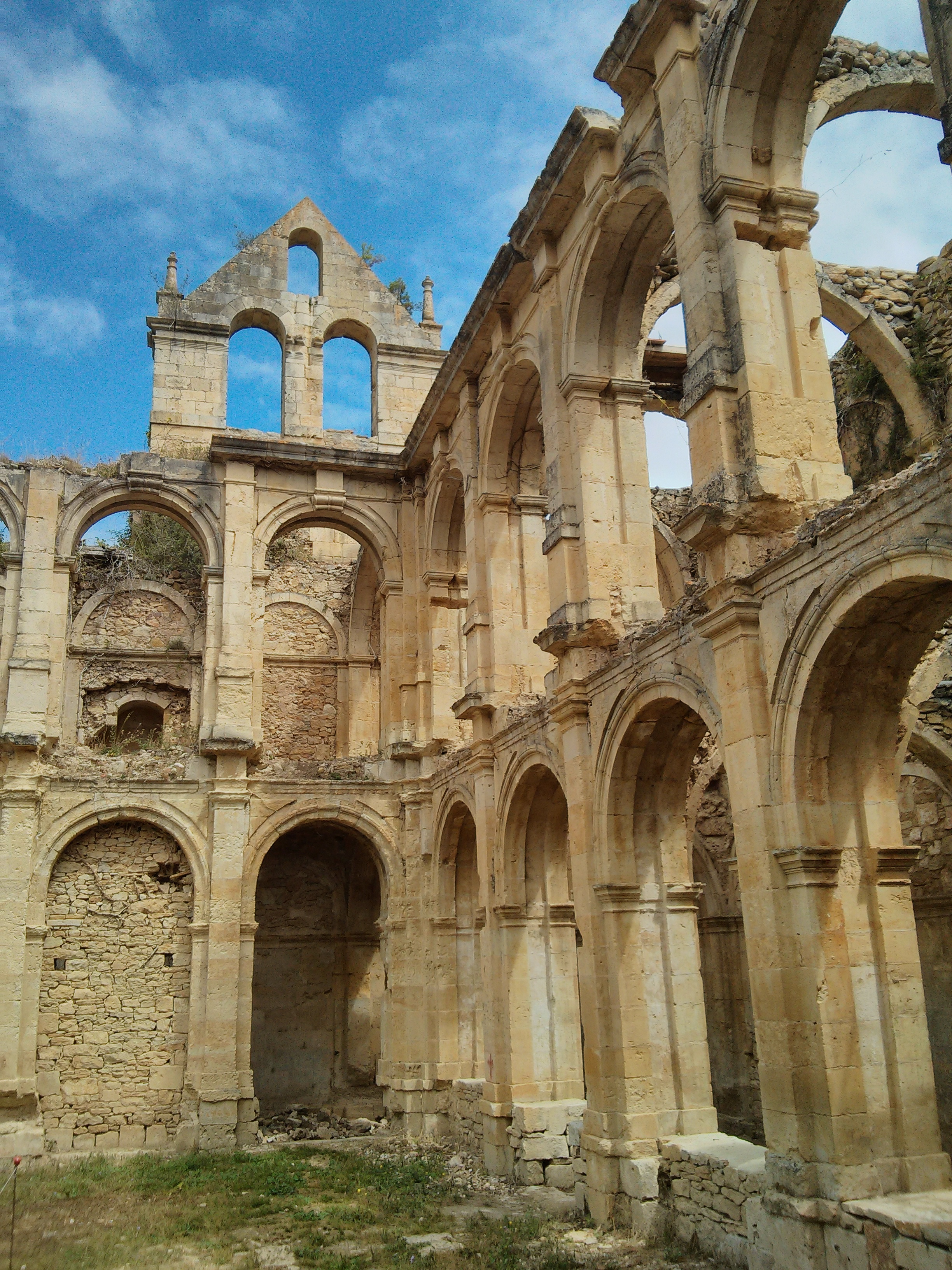
Monastero di Rioseco (Valle di Manzanedo)
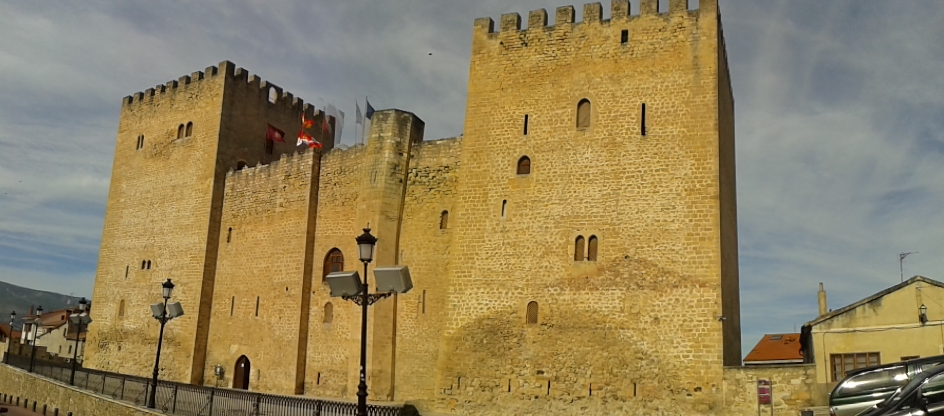
Castello di Los Velasco, a Medina de Pomar
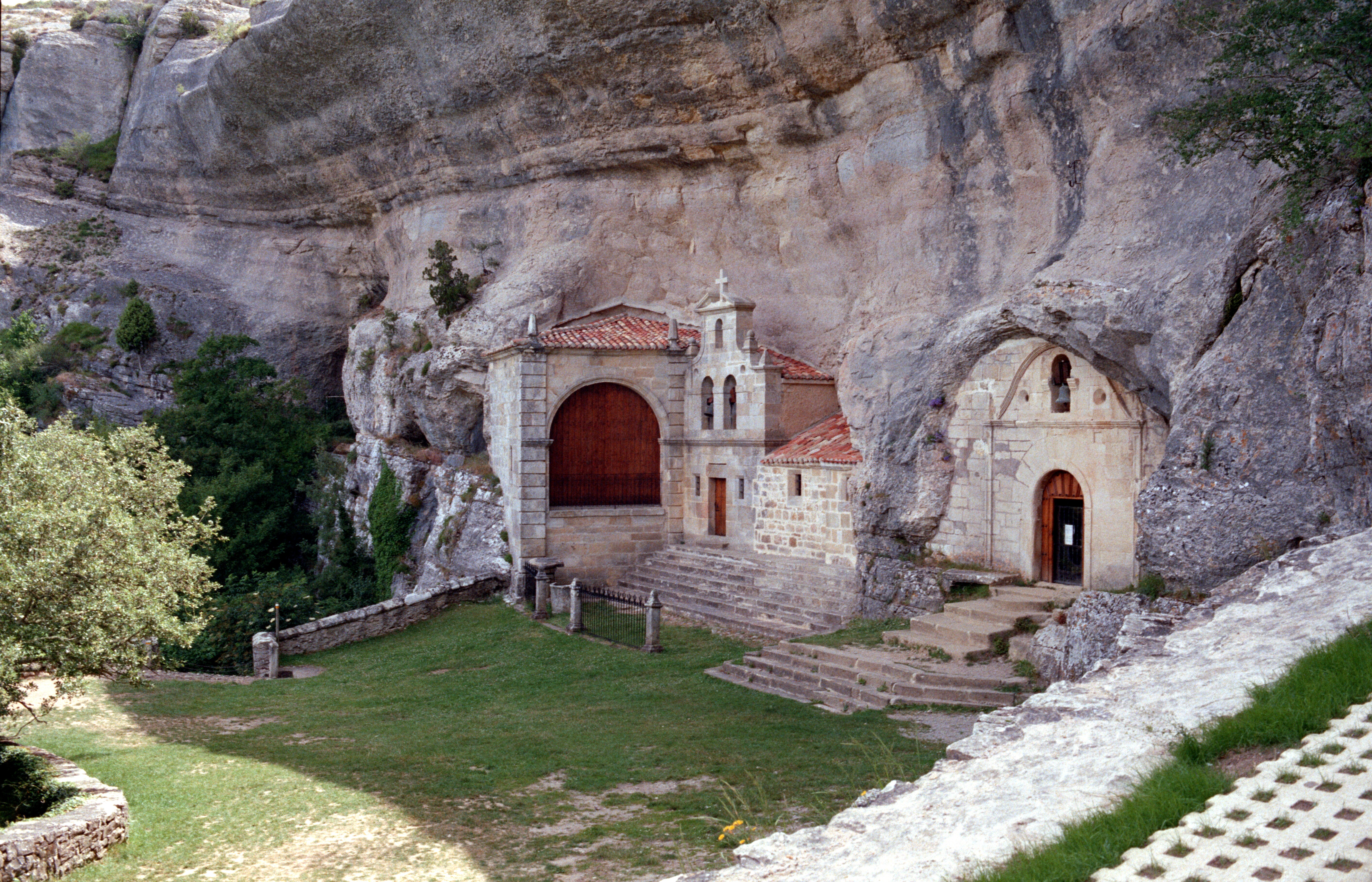
Monumento Naturale Ojo Guareña
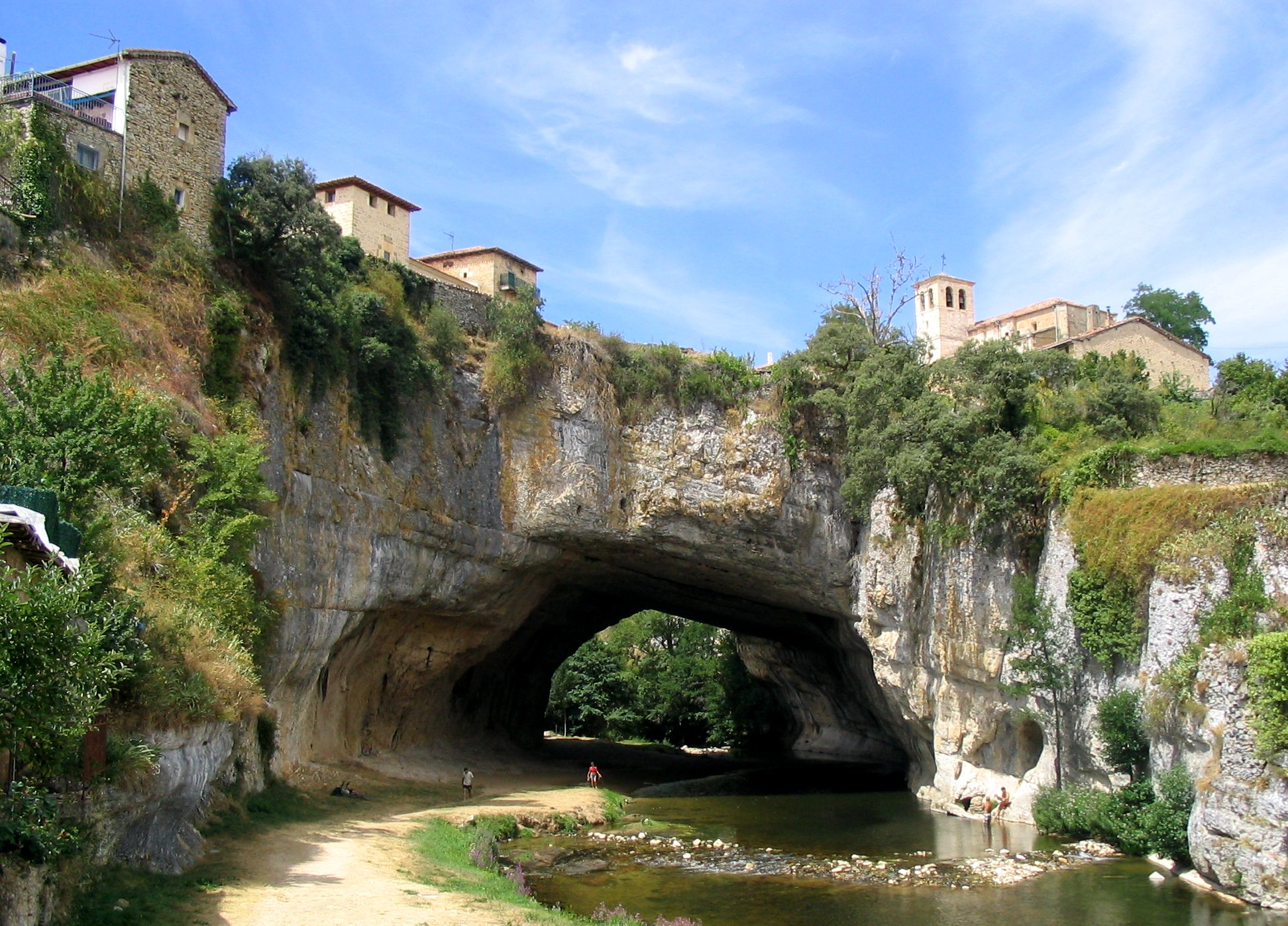
Il fiume Nela nel suo corso verso Puentedey
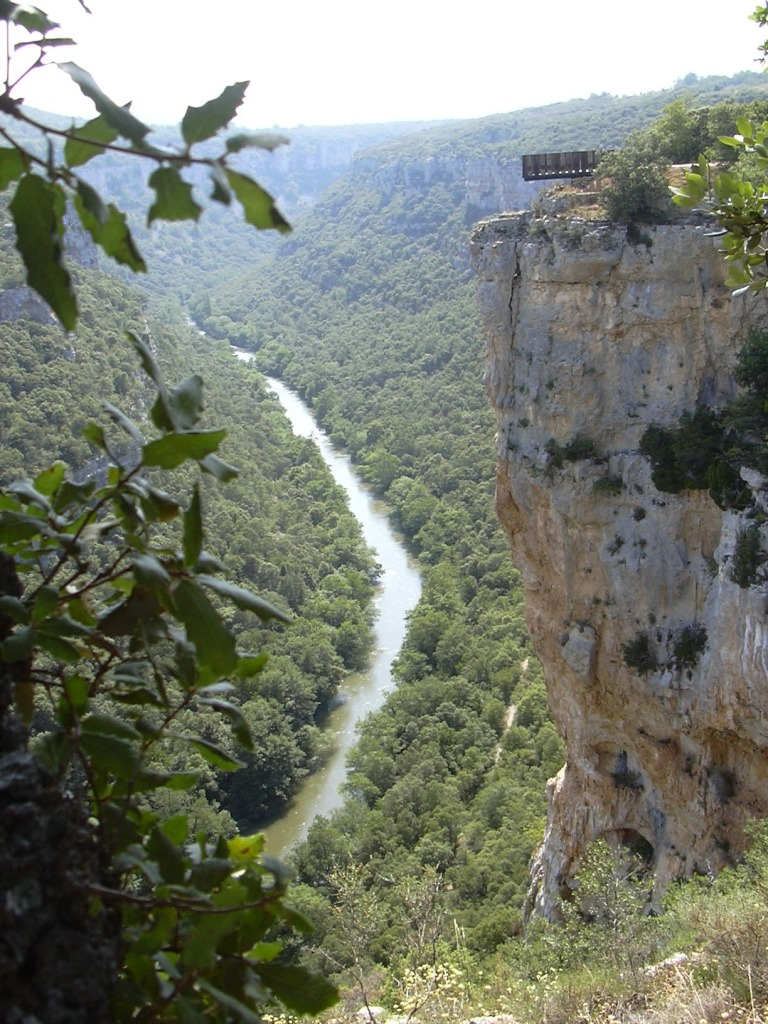
Cañon dell'Ebro